# Caccobius cuspidiger
Caccobius cuspidiger är en skalbaggsart som beskrevs av D'orbigny 1913. Caccobius cuspidiger ingår i släktet Caccobius och familjen bladhorningar. Inga underarter finns listade.